# كارولين أميرة بريطانيا العظمى
كارولين أميرة بريطانيا العظمى هي كارولين إليزابيث (10 يونية 1713م-28 ديسمبر 1757م) هي الابنة الرابعة لجورج الثاني ملك بريطانيا العظمى وزوجته كارولين أميرة أنسبش.